# آل علي (قبيلة)
|  |

|  |

 آل علي  أسرة حاكمة كانت تحكم منطقة شيبكوه (على ساحل الشرقي من الخليج العربي).
وهم عرب بادية الجزيرة العربية، وهم سكان نجد في الجزيرة العربية أصلاً. انتشروا من نجد في شتى أنحاء الجزيرة العربية.
يرجع نسب هذه القبيلة إلى « قبيلة طيء العريقة »، وتوجد العديد من القبائل المنحدرة من هذه القبيلة العريقة في النسب.
منهم على سبيل المثال لا الحصر:( آل المُعّلا ) شيوخ وحكام إمارة أم القيوين الذين يرجعون إلى (بنو ربيعة)، الطائيين، وفي دراسة حديثة بعنوان (آل علي من طئ، وطئ درة القبائل العربية)، من اعداد بطي بن عبيد بن حميد، فإن آل علي يرجع نسبهم إلى نمارة، فلخم، فجديلة، من طيء، أن ظروف البيئة والمناطق المتفرقة التي استوطنوها، عبر الزمن الطويل، وتحول البطون إلى قبائل هي التي أثرت على تحريف اللفظ والكلام هنا عن البطون والقبائل التي يرجع نسبها إلى طيء. كما ليس هناك مايعرف باسم قبيلة (العليلي) وإنما يقال للشخص من آل علي، حينما يشار إليه، فيقال هذا (عليلي)، أي من (آل علي). من الجدير بالذكر أن هذه الاسرة لا علاقة لها بقبيلة آل علي في العراق التي تنتسب إلى قبيلة بني مالك التي ينحدر أصلها من قبيلة الأزد.
وقد دخلت (قبيلة آل علي) في حلف مع بعض القبائل العربية الكبيرة، من قحطانية وعدنانية، ليكونوا من ذلك التحالف قبيلة (مطير)، القبيلة المشهورة في نجد. ولكن وبعد مرور زمن طويل من ذلك التحالف ولظروف غير معروفة، فقد وصلت من الآراضي النجدية الحجازية جماعة كبيرة (من قبيلة آل علي) إلى هذه المنطقة.
ومنهم من سكن إمارة قطر ويدعون بآل غانم، وآل هتمي، وآل بن طريف، وآل عميريين، وآل مقبل، وآل بن درباس. ومنهم من سكن جزيرة البحرين ويدعون بآل مقبل، وآل غانم، وآل لحدان، وآل معاضيد، وآل سلامة، وآل بوشبوق. ومنهم من سكن الكويت ويدعون بآل على، وآل مفلح، والكثير منهم في نجد.
ومنهم من انتقل إلى بر فارس بمنطقة شيبكوه على الساحل الشرقي للخليج العربي، ويدعون « بآل على » و« بن بشر ». وجميع أفخاذ وبطون آل علي ينتمون إلى ( يام بن جشم بن جبران بن نوف بن حمدان ).
أما قبيلة آل علي التي سكنت (بر فارس) فهي بطن من (بني عمرو بن سبيع بن مصعب بن معاوية بن كثير بن مالك بن مرة بن يام بن جشم بن جبران بن نوف بن حمدان ).
هذه القبيلة  تدعى بـآل علی أو ( آل مُعلى)، كانت تحكم القسم الشمالى من منطقة  شيبكوه  الشاسعة ما يقارب 240 عاماً وكانت تتبعها مدن وقرى عدة.
 وأسباب وكيفية انتقالهم إلى (بر فارس) كما يلي:
انتقل قسم من « آل على » إلى فارس بسبب الخصام الذي جرى بينهم وبين بني عمهم « العجمان» ورافقهم « بن بشر»، من نجد عن طريق القطيف بالسفن الشراعية، التي هي الوسيلة الموجودة آنذاك، برئاسة المدعو: علي بن خلفان، ونزلوا _ بعد اجتيازهم مياه الخليج _ مكاناً على الساحل يسمى الآن (رأس بستانه)، وهو يقع جنوب قرية ديوان (قرية) مسافة 7 كيلومترات، وغربي قرية بستانه بمسافة 9 كيلومترات. واستقروا هناك وبنوا لهم مساكن شبيهة بالأكواخ من سعف النخيل وبعض الأشجار التي تدعى عند أهل المنطقة باسم (الرغل) أو (الزايوه)، وأحاطوها بالأشجار، كما أقاموا بيوتاً لهم من الشعر، حيث جلبوها معهم من نجد. وكان عندهم كثير من الإبل والخيول والغنم. وكان انتقالهم سنة 1152 للهجرة.
وبعد استقرارهم في (رأس بستانه) مدة سنة انتقل الجزء الأكبر من « آل على » إلى مكان يدعى الآن (دوان الشرقية)، وبنوا لهم هناك مساكن من الأحجار والطين.
وبعد ثلاث سنوات انتقل معظم « آل على » بصحبة كبيرهم علي بن خلفان من قرية (دوان) إلى مكان يسمى اليوم قرية بندر جارك واستقروا هناك. أما أهل الابل والأغنام الكثيرة منهم، فقد أقاموا في (رأس بستانه) بسبب توفر المرعى لحيواناتهم.
وبعد استقرار القسم الأكبر من « آل على » في قرية (بندر جارك)، انتخبوا (على بن خلفان) ليكون شيخاً عليهم، وقد وافقهم على ذلك جميع سكان (جارك) وما حولها من الاقرى التابعة لها في المنطقة، وقد كان يحكم (جارك) وما حولها « آل مصباح » الذين ينتمون إلى « آل دستور ». وأسباب اختيار (الشيخ على بن خلفان) حاكماً لقرية (جارك) وما حولها وموافقة أهلها على ذلك هي:
- عدم كفاءة  « آل مصباح »   لحكم المنطقة وادارة شؤونها[بحاجة لمصدر].
- [وفقًا لِمَن؟].
- كثرة أتباع الشيخ علي من « آل على » المنتقلين إلى قرية (جارك)، وبني عمهم سكان قرية (تاونه).

ولهذه الأسباب أصبح الشيخ على بن خلفان حاكماً عاماً لمنطقة آل علي التي اتسعت في أيام حكمه لتشمل المناطق التالية: جزيرة قيس، قرية (بولعسكر)، قرية (دوان الشرقية)، و(رأسه بستانه) التي انضمت إلى منطقة آل على، وبذلك بدأ حكم قبيلة آل على للمنطقة واستمر حتى عام 1396 للهجرة.

## مقتل الشيخ على بن خلفان آل علي
في عام 1165 للهجرة، اتفق نصيرخان لاري حاكم منطقة لار مع الشيخ على بن خلفان آل علي، على مهاجمة مدينة بستك، وذلك بسبب العداء القائم بين (نصيرخان لاري) ومحمد خان البستكى العباسي حاكم «بستك وجهانگيريه»، ووافقه الشيخ على بن خلفان على ذلك. عندها زود «نصيرخان لاري» الشيخ على بن خلفان _ شيخ آل علي _ بخمسمائة من رجاله وما يحتاج إليه من السلاح والمؤن، ووجهه إلى بستك لاحتلالها والقبض على «الشيخ محمدخان البستكى العباسي». وعندما وصل الشيخ علي بن خلفان إلى مدينة بستك وجدها محصنة من كل الجهات، ولم يستطع أداء مهمته. لذلك تمركز برجاله في الجبل الوقع بين مدينة بستك وقرية كوهيج في المنطقة تسمى حالياً (بمخدان)، لتحين له الفرصة لمهاجمة مدينة بستك. ولكنه فوجئ على حين غفلة بهجوم مباغت من رجال «خان بستك» بقيادة حسن خان، ودارت بينهم معارك ضارية كثر فيها القتل من الجانبين، وفي نهاية المعركة قتل الشيخ على بن خلفان آل على، وذلك في سنة 1165 للهجرة، وكان له من الأولاد تلاث: «حسن »،« طريف» و« أحمد».
بعد مقتل «الشيخ على بن خلفان آل على»، أصبح حكم منطقة آل على كما يلي:
- حكم بندر جارك وتوابعها _ بانتخاب أهل المنطقة _ ابنه الشيخ حسن بن على بن خلفان آل علي.
- حكم قرية (تاونه) وتوابعها نخل مير والبهامنه «بن بشر »، بنو عم آل علي.
- وحكم الشيخ طريف بن على بن خلفان آل علي، بعد مقتل أبيه جزيرة قيس، وانفصل بحكمها عن أخيه الشيخ حسن. واستمر في حكم الجزيرة مدة من الزمن.
- سلالة شيوخ آل علي الذين حكموا بر فارس على نحو التالي:

## حكام آل علي الذين حكموا برفارس
لقد حكموا آل علي مناطق شاسعة من « بر فارس » وشيبكوه ما يقارب 240 عاماً بدءاً من عام 1156 إلى عام 1396 للهجرة، على نحو التالي: 
- الشيخ على بن خلفان آل علي (1156 _ 1165) للهجرة.
- حسن بن على بن خلفان آل علي (1165_ 1207) للهجرة.
- عبد الله بن احمد بن على آل علي (1207_ 1237) للهجرة.
- احمد بن عبد الله بن حسن آل علي (1237_7 125) للهجرة.
- عبد الله بن احمد بن عبد الله آل علي (1257 _ 1263) للهجرة..
- محمد بن حسن بن احمد بن عبد الله آل علي (1263_ 1301) للهجرة..
- صالح بن محمد بن صالح بن حسن آل علي (1301_ 1340) للهجرة..
- محمد بن صالح بن حسن آل علي (1340_ 1395) للهجرة.
- حسن بن محمد بن صالح آل علي (1395 _ 1396) للهجرة.. وهو آخر حاكم الذي حكم برفارس من قبيلة آل على، حيث انتهت حكمهم واندثرت ملكهم في تلك الديار بعد أن حكموا ما يقارب 240 عاماً تلك المنطقة الشاسعة.

## وصلات خارجية
- همدان (قبيلة)
- قائمة قبائل العرب
- راكان بن حثلين
- العجمان
- هولة